# Gruppo Montenegro
Il Gruppo Montenegro è una holding italiana, operativa nel campo alimentare, con sede a Zola Predosa. L'azienda, oltre a produrre l'Amaro Montenegro, è attiva nella produzione e distribuzione di diversi marchi di bevande alcoliche e di vari prodotti alimentari (infusi, spezie e altri).
L'attività dell'azienda, cominciata nel 1883 con la creazione dell'omonimo Amaro Montenegro, si articola nella produzione e distribuzione di un'ampia gamma di bevande alcoliche e di prodotti alimentari, tra cui infusi e spezie, portafoglio di marchi ampliato nel tempo tramite acquisizioni.

## Storia
Il Gruppo Montenegro nasce nel 1885 a Bologna per opera di Stanislao Cobianchi, erborista, alchimista e distillatore. Dopo aver abbandonato gli studi ecclesiastici, Cobianchi intraprese numerosi viaggi che gli permisero di scoprire spezie e ingredienti, fondamentali per la creazione di diverse ricette di liquori e distillati. Tali ricette furono poi utilizzate per fondare, nel 1885, la Distilleria a Vapore Cobianchi Stanislao, prima denominazione del futuro Gruppo Montenegro, dove produceva diversi liquori e distillati, tra cui l'Elisir Lungavita, ribattezzato nel 1896 Amaro Montenegro in onore del matrimonio tra la principessa Elena del Montenegro e il principe Vittorio Emanuele III.

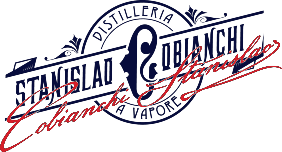
Logo della Distilleria a vapore Cobianchi Stanislao

La trasformazione in gruppo aziendale avviene nel 1986, con l'acquisizione del 50% della società Stucker Zesiger, produttrice del The Infré, operazione completata nel 2011. La crescita del portafoglio di marchi è proseguita negli anni successivi attraverso ulteriori acquisizioni. Nel 2013, il gruppo ha avviato un piano di espansione nel mercato statunitense. Nel 2016, è entrato nel settore della distribuzione, diventando distributore esclusivo di diverse aziende internazionali. Nel 2016 il gruppo fonda la filiale per le Americhe, la Montenegro Americas.

## Marchi
L'azienda gestisce diversi marchi, tramite due divisioni.

La divisione Montenegro Spirits produce:
- Amaro Montenegro (1885): amaro d'erbe originale, nato con l'azienda nel 1885
- Select (1988): red bitter, integrato tramite l'acquisizione della ditta Pilla
- Oro Pilla (1988): brandy, integrato tramite l'acquisizione della ditta Pilla
- Coca Buton (1999): liquore, integrato tramite l'acquisizione della  Distilleria Buton
- Maraschino Buton (1999): maraschino, integrato tramite l'acquisizione della  Distilleria Buton
- Rosso Antico (1999): vermouth, integrato tramite l'acquisizione della Distilleria Buton
- Vecchia Romagna (1999) brandy, integrato tramite l'acquisizione della Distilleria Buton
- Edgar Sopper (2021): gin, prodotto in collaborazione con una distilleria nel Regno Unito
- Maysta (2024): vodka, prodotta in collaborazione con una distilleria in Polonia
- Pampero: rum, acquisito dalla Diageo[5]

La divisione Montenegro Food produce: 
- The Infré (1986): tè, integrato tramite l'acquisizione della Stucker Zesiger
- Bonomelli (1988): infusi
- Cannamela (1995): spezie
- Polenta Valsugana (1996): polenta
- Pizza Catarì (2000): pizza surgelata
- Cuore (2002): condimenti

Fra i marchi dismessi vi sono:
- Grappa del lupo

### Distribuzione
A partire dal 2016, il gruppo Montenegro è diventato distributore ufficiale per il territorio italiano di diversi marchi.
- Jose Cuervo International (2016): Tequila Jose Cuervo, Tequila 1800, Kraken Rum, Bushmills Irish Whiskey, Boodles Gin
- Matusalem & co. (2016): Rum Matusalem
- Beluga Group (2017): Vodka Beluga, Vodka Belenkaya
- Chazalettes & c. (2017): vermouth Chazalettes
- Brown-Forman (2018): whiskey Jack Daniel's e Woodford Reserve, vodka Finlandia
- Mast-Jägermeister (2023): amaro Jägermeister
- Rémy Cointreau (2025)[6]